# Очеретове
Очере́тове — село в Україні, у Валківській міській громаді Богодухівського району Харківської області. Населення становить 232 осіб. До 2020 орган місцевого самоврядування — Сидоренківська сільська рада.

## Географія
Село Очеретове знаходиться в урочищі Кагалине, по якому протікає пересихаючий струмок, який через 2 км впадає в річку Чутівка. Село примикає до села Завгороднє.

## Історія
За даними на 1864 рік у власницькому сільці Камишевате (Камишеваха, Микільське) Валківського повіту Харківської губернії мешкало 1522 особи (746 чоловічої статі та 776 — жіночої), налічувалось 260 дворових господарств, існували православна церква та 2 винокурних заводи.
Станом на 1885 рік у колишньому власницькому сільці, центрі Микільсько-Очеретівської волості, мешкало 1719 осіб, налічувалось 291 дворове господарство, існували 2 лавки й винокурний завод.
За переписом 1897 року кількість мешканців зросла до 1880 осіб (905 чоловічої статі та 975 — жіночої), з яких всі — православної віри.
Станом на 1914 рік кількість мешканців зросла до 2500 осіб.
Під час організованого радянською владою Голодомору 1932—1933 років померло щонайменше 37 жителів села.
12 червня 2020 року, розпорядженням Кабінету Міністрів України № 725-р «Про визначення адміністративних центрів та затвердження територій територіальних громад Харківської області», увійшло до складу Валківської міської громади.
19 липня 2020 року, в результаті адміністративно-територіальної реформи та ліквідації Валківського району, село увійшло до складу Богодухівського району.